# Palazzo Donà (Santa Croce)
Palazzo Donà (conosciuto anche come Palazzetto Sangiantoffetti Donà) è un palazzo di Venezia, ubicato nel sestiere di Santa Croce, affacciato sul lato destro del Canal Grande, affiancato a Palazzo Correggio, tra Ca' Pesaro e Ca' Corner della Regina.